# Nacerdes melanura
Nacerdes melanura és una espècie de coleòpter de la família Oedemeridae. És originari d'Europa, però ha estat introduït per l'home als Estats Units, Austràlia, Sud-àfrica i moltes altres parts del món. El seu cicle vital dura un any. Les larves s'alimenten de fusta humida, i fins i tot amerada d'aigua salada, per això són considerats una plaga per als molls de fusta (el "warf borer" dels anglosaxons).

## Descripció
Les femelles ponen els ous en fusta en descomposició, els ous són de color crema i lleugerament corbats. Les larves també tenen aquest color i disposen de mandíbules marronoses per alimentar-se de la fusta i fer-ne forats. Els adults fan de 10-12 mm de llargada de color groc a vermellós o taronja. El cos és prim i les antenes mesuren la meitat de la llargada del cos. Els adults poden emergir en gran nombre del terra dels edificis semblant que la casa estigui envaïda per la panerola rossa amb la qual hi tenen certa semblança de color.

## Hàbitat
És una espècie cosmopolita que es troba arreu on hi hagi fusta humida en descomposició. A més de fusta en descomposició, s'han trobat en el terra de gasolineres apartaments i pals de telègraf mullats amb orina

## Distribució
S'ha constatat la seva presència a Austràlia i al Regne Unit, però no s'han trobat a Irlanda. A Amèrica del Nord on causen seriosos problemes no se sap del cert si són autòctons o introduïts a través del comerç de la fusta. S'ha constatat la seva àmplia presència a Catalunya a la zona litoral del Montsià, Baix Llobregat, Barcelonès, Maresme, Baix Empordà i Alt Empordà. Encara no es disposa d'informació publicada sobre la seva presència en les comarques d'interior.
També s'ha trobat al Magreb (Radès, La Goulette i Kef)

## Impacte humà
Nacerda melanura afecta a professionals com pescadors, destrueix les barques de fusta velles, i mariners, els forats que fan les larves disminueixen les propietats de resistència de la fusta. El roure, el pollancre i el pi són algunes de les fustes atacades. L'època dels pitjors atacs és entre juny i agost.